# Reis Magos
Reis Magos là một thị trấn thống kê (census town) của quận North Goa thuộc bang Goa, Ấn Độ.

## Nhân khẩu
Theo điều tra dân số năm 2001 của Ấn Độ, Reis Magos có dân số 8698 người. Phái nam chiếm 55% tổng số dân và phái nữ chiếm 45%. Reis Magos có tỷ lệ 78% biết đọc biết viết, cao hơn tỷ lệ trung bình toàn quốc là 59,5%: tỷ lệ cho phái nam là 82%, và tỷ lệ cho phái nữ là 73%. Tại Reis Magos, 11% dân số nhỏ hơn 6 tuổi.